# Insulele Ionice
Insulele Ionice (greacă Περιφέρεια Ιονίων Νησιών - Perifereia Ionion Nision) este un arhipelag din Marea Ionică, organizat ca una din cele 13 regiuni ale Greciei, subdivizat în 4 prefecturi. Capitala este orașul Corfu.

## Geografie
Insulele Ionice sunt compuse din șapte insule principale din apropierea coastelor occidentale ale Greciei.
Aceste insule sunt predominant muntoase, cu un climat blând și relativ umed. Vegetația este abundentă, cu păduri. Principalele produse agricole sunt stafidele, măslinele, strugurii, cerealele, fructele și legumele. Activitățile principale sunt pescuitul, construcțiile navale și fabricarea de săpun.
Insulele Ionice formează o regiune administrativă a Greciei care grupează șase dintre principalele insule ale arhipelagului care îi dau numele: Corfu, Paxos, Itaca, Cefalonia, Leucada și Zante. Insula Cythera, situată la sud de Peloponez, este atașată periferiei Attica.
Această „periferie” este împărțită în patru „unități regionale” corespunzătoare vechilor nome ale Greciei, prefecturi:
- Zakynthos,
- Corfu,
- Cefalonia,
- Leucada.

## Istorie

Insulele Ioniene

### Antichitate
Potrivit epopeii Odiseea de Homer, Ulise era rege al Itacăi.
În anul 31 î.Hr., a avut loc bătălia navală de la Actium, în apropierea insulei Leucada.

### Evul Mediu
Maio de Monopoli (1197-1260), care a fugit din Apulia, împreună cu unii însoțitori, ca urmare a uciderii unei persoane de rang înalt, și-a găsit refugiul pe insula Cefalonia, pe care au luat-o în posesie. Apoi, a reușit să cucerească insulele Zakynthos și Itaca, devenind conte. Descendenții lui Maio au controlat Zakynthos, Cefalonia și Itaca, până la începutul secolului al XIV-lea.
Corfu a devenit teritoriu dependent al Republicii Venețiene în 1204. Cythera cade sub dominația venețienilor în 1393. Apoi au urmat Zakynthos în 1482, Cefalonia și Itaca, un an mai târziu, în 1483, în sfârșit Leucada în 1502.
Insulele Ionice au rămas singurele teritorii grecești care au scăpat de ocupația otomană. În această perioadă, o parte a populației Heptanezului s-a convertit la catolicism și a devenit italofonă (propriu-zis, vorbeau dialectul venețian al limbii italiene). Totuși, majoritatea populației a rămas atașată de limba și de cultura greacă, cât și de religia ortodoxă.

### Grecia modernă
Odată cu emergența naționalismului grec în secolul al XVIII-lea, Insulele Ionice au devenit un refugiu pentru intelectualii și luptătorii indepedentiști, cât și pentru simpatizanții lor.
Anexarea insulelor de către Franța revoluționară în 1797, odată cu semnarea Tratatului de la Campo Formio, a condus la crearea a trei departamente franceze din Grecia denumite:  Corcyre, Ithaque și Mer-Égée. Ultimele două au fost definitiv suprimate în 1802, în urma pierderilor acestor teritorii în 1798 și 1799.

Drapelul Republicii celor Şapte Insule

De la 2 aprilie 1800 până la 20 iulie 1807, arhipelagul a fost ocupat de forțele ruso-otomane, înainte de a fi plasate sub protectoratul conjunct al acestor țări, sub denumirea de „Republica celor Șapte Insule”.  În 1807, Rusia cedează din nou aceste insule Franței, care le anexează.
Ocupate în cea mai mare parte de britanici din 1809 (cu excepția insulei Corfu, blocată până în 1814), Insulele Ioniene au fost atribuite Regatului Unit (formal Puterilor victorioase asupra lui Napoleon), sub forma unui protectorat, prin Tratatul de la Paris, la 5 noiembrie 1815.
Britanicii denumesc protectoratul „Republica Insulelor Ionice”, în engleză United States of Ionia și îi atribuie o Constituție. Insulele Ionice dispun și de un Senat din 1799 până în 1864. La 21 mai 1864, insulele au fost retrocedate Greciei, care le-a anexat la 2 iunie, în același an.
În 1941-1943, insulele au constituit un „stat ionian” ocupat și anexat de Italia, după care, a urmat o ocupație germană, în cursul căreia populația evreiască a fost deportată și nimicită.
Insulele au revenit apoi Greciei.

## Lista celor șapte principale („Cele Șapte Insule”) de la Nord la Sud
- Corfu, în greacă Κέρκυρα, Kérkyra, având centrul de reședință la Corfu;
- Paxos, în greacă Παξοί, Paxoi;
- Itaca, în greacă Ιθάκη, având centrul de reședință la Vathy (în greacă Βαθύ);
- Cefalonia, în greacă Κεφαλληνία sau Κεφαλλονιά, Kephallonia;
- Leucada, în greacă Λευκάδα, având centrul de reședință la Lefkada / Leucada;
- Zakynthos, în greacă Ζάκυνθος, având centrul de reședință la Zakynthos / Zante;
- Cythara (sau Cythera sau Citera sau Kythira sau  Cerigo), în greacă Κύθηρα, în momentul de față atașată administrativ nomei Pireului (Attica).